# Ragnar Ling-Vannerus
Ragnar Theodor Ling-Vannerus, född 1 juni 1856 i Sunnersbergs socken, Skaraborgs län, död 2 november 1943 i Göteborg, var en svensk officer.
Han avlade studentexamen i Stockholm och slog in på den militära banan som underlöjtnant vid Jämtlands hästjägarregemente 1876; 1879 utsågs han till löjtnant och erhöll avsked 1882. Istället flyttade han till USA och tog tjänst vid 7:e kavalleriregementet och deltog i fälttåget mot siouxerna 1890–1891, varunder han sårades och erhöll avsked. Under denna kampanj avsedd att kväsa den oroande andedansrörelsen begicks den ökända massakern vid Wounded Knee. I Sverige kom han att tjänstgöra vid Göta ingenjörkår och upphöjdes till ryttmästare i armén 1896. Åren 1902–1912 var han rullföringsbefälhavare.
Han var son till löjtnanten och godsägaren Esaias Vannerus och Amelie Ahlin samt bror till Carl Gösta Ling-Vannerus. År 1897 gifte han sig med grosshandlardottern Anna Kärrbergh. De blev föräldrar till Herbert Ling-Vannerus. Makarna Ling-Vannerus vilar i en familjegrav på Sankta Elins kyrkogård i Skövde.